# Élection présidentielle bissau-guinéenne de 2012
Une élection présidentielle  a eu lieu le 18 mars 2012. Il s'agit d'une élection directe, au suffrage universel. Elle fait suite au décès du président  de la République en exercice, Malam Bacai Sanhá, élu le 28 juin 2009 (après l'assassinat du président João Bernardo Vieira) et mort dans un hôpital parisien, à la suite d'une « longue maladie », le 9 janvier 2012. Le premier tour s'est tenu le 18 mars 2012 ; le second tour est reporté du 22 au 29 avril, puis annulé à la suite d'un coup d'État militaire.

## L'élection
Il y a neuf candidats. Parmi eux, quatre sont perçus comme ayant une chance crédible de l'emporter,,,:
- Carlos Gomes Júnior, le Premier ministre sortant, candidat du Parti africain pour l'indépendance de la Guinée et du Cap-Vert (PAIGC ; gauche) ;
- Kumba Ialá, président de la République de 2000 à 2003 (renversé par un coup d'État), candidat du Parti pour le renouveau social (PRS ; centre-gauche) ;
- Manuel Serifo Nhamadjo, député, dissident du PAIGC, se présentant sans étiquette ;
- Henrique Rosa, ancien homme d'affaires, président de la République par intérim de 2003 à 2005, candidat sans étiquette.

Carlos Gomes promet que, s'il est élu, il nommera Maria Adiato Djaló Nandigna, actuelle Première ministre par intérim, au poste de Premier ministre. Elle serait la première femme à occuper ce poste, ce que Gomes a décrit comme une reconnaissance du travail de toutes les femmes du pays. Gomes bénéficie en outre du soutien du chanteur-compositeur bissau-guinéen Zé Manel, très célèbre dans le pays, qui a composé sa chanson de campagne électorale, diffusée dans les médias.
Parmi les autres candidats se trouve le ministre de la Défense, Baciro Djá - le plus jeune candidat, âgé de 33 ans. Il est, par ailleurs, un membre dissident du PAIGC, se présentant à la présidentielle sans étiquette.
Le pays compte 579 000 électeurs inscrits. Parmi eux, les 4 400 membres des forces armées ont voté par anticipation, le 15 mars, afin d'être déployés pour assurer l'ordre le jour du scrutin,.
Le pays connaît une instabilité chronique ; aucun président de la République n'a pu terminer son mandat depuis l'instauration d'une démocratie multipartite en 1994. Trois ont été renversés par des coups d'État et un, João Bernardo Vieira, assassiné,.
Lors du premier tour de l'élection présidentielle du 18 mars 2012, selon la Commission nationale des élections, Carlos Gomes Júnior (PAIGC), a obtenu 48,97 % des voix, Kumba Yala (PRS), 23,36 %, Manuel Serifo Nhamadjo 15,75 %, Henrique Rosa 5,4 %.
Le 20 mars 2012, cinq candidats ont réclamé l'annulation de l'élection car le scrutin serait entaché « d'irrégularités ». La Cour suprême de Guinée-Bissau a validé le 8 avril 2012 les résultats du premier tour. Kumba Yala, qualifié pour le second tour, appelle les électeurs à boycotter ce second tour, dénonçant des « fraudes massives ».
Le 12 avril 2012, plusieurs responsables politiques sont arrêtés par les militaires qui mènent un coup d'État. Des militaires occupent la résidence de Carlos Gomes Junior, qui parvient à s'échapper ; un militaire annonce qu'il est « activement recherché » et sera « débusqué ». Peu après, l'arrestation de Gomes par les militaires est annoncée. Il avait annoncé le projet de réduire la taille des forces armées du pays, et les militaires l'accusent de préparer une intervention armée de forces angolaises pour éradiquer l'armée bissau-guinéenne,. Les autorités militaires annoncent la dissolution de « toutes les institutions » du pays, et la mise en place prochaine d'un « conseil de transition ».